# Dryopteris × montgomeryi
Dryopteris × montgomeryi là một loài dương xỉ trong họ Dryopteridaceae. Loài này được Fraser-Jenk. & Wid mô tả khoa học đầu tiên năm 2006.
Danh pháp khoa học của loài này chưa được làm sáng tỏ. 